# Sikkim-Felswühlmaus
Die Sikkim-Felswühlmaus (Neodon sikimensis) ist eine Nagetierart aus der Gattung Neodon innerhalb der Wühlmäuse (Arvicolinae). Sie kommt in Südasien im Himalaya vom Süden der Volksrepublik China über Nepal und Bhutan bis in den Nordosten Indiens vor.

## Merkmale
Die Sikkim-Wühlmaus erreicht eine Kopf-Rumpf-Länge von 9,7 bis 11,9 Zentimetern mit einem Schwanz von 3,0 bis 5,2 Zentimetern Länge. Die Hinterfußlänge beträgt 17 bis 22 Millimeter, die Ohrlänge 11 bis 16 Millimeter. Wie bei der Gansu-Felswühlmaus (Neodon irene) ist das Rückenfell grau- bis dunkelbraun, die Körperseiten sind etwas heller ockerfarben braun und gehen in das dunkelgraue Bauchfell über. Von dieser Art unterscheidet sich die Sikkim-Felswühlmaus vor allem durch die Größe und Zahnmerkmale.
Das Genom besteht aus einem diploiden Chromosomensatz von 2n=48 Chromosomen (FN=56).

## Verbreitung
Die Sikkim-Wühlmaus kommt in Südasien im Himalaya vom Süden der Volksrepublik China über Nepal und Bhutan bis in den Nordosten Indiens in Westbengalen und Sikkim vor. Das Verbreitungsgebiet in China umfasst Teile des südlichen Xizang.

## Lebensweise
Die Sikkim-Felswühlmaus lebt vor allem in Bergwiesen und vegetationsreichen Lebensräumen am Rand von Rhododendron-Beständen oder Nadelwäldern in Höhenlagen zwischen 2100 und 3700 Metern. Die Tiere ernähren sich herbivor vor allem von grünen Pflanzenteilen, seltener auch von Samen. Über die Fortpflanzung liegen nur begrenzte Daten vor, trächtige Weibchen wurden mit zwei oder drei Embryonen gefangen.

## Systematik
Die Sikkim-Felswühlmaus wird als eigenständige Art innerhalb der Gattung Neodon eingeordnet, die aus vier bis fünf Arten besteht. Die wissenschaftliche Erstbeschreibung stammt von dem britischen Zoologen Thomas Horsfield, der die Art und auch die Gattung 1841 anhand von Individuen aus Sikkim in Indien beschrieb. Teilweise wurde die Gansu-Felswühlmaus (Neodon irene) als Synonym zur Sikkim-Felswühlmaus betrachtet.

## Status, Bedrohung und Schutz
Die Sikkim-Felswühlmaus wird von der International Union for Conservation of Nature and Natural Resources (IUCN) als nicht gefährdet (least concern) eingeordnet. Begründet wird dies mit dem vergleichsweise großen Verbreitungsgebiet und den angenommen großen Beständen der Art, es liegen allerdings keine Daten zu den Beständen und Populationen vor. Potenzielle Gefährdungsrisiken für den Gesamtbestand der Art sind nicht bekannt. In Teilen von Südasien ist sie durch Lebensraumverluste und -verschlechterungen aufgrund des Holzeinschlags sowie durch eingeschleppte Arten und Hauskatzen und Haushunde bedroht.

## Belege
1. 1 2 3  Darrin Lunde, Andrew T. Smith: Sikkim Mountain Vole. In: Andrew T. Smith, Yan Xie: A Guide to the Mammals of China. Princeton University Press, Princeton NJ 2008, ISBN 978-0-691-09984-2, S. 237–238.
2. 1 2 3  Neodon sikimensis. In: Don E. Wilson, DeeAnn M. Reeder (Hrsg.): Mammal Species of the World. A taxonomic and geographic Reference. 2 Bände. 3. Auflage. Johns Hopkins University Press, Baltimore MD 2005, ISBN 0-8018-8221-4.
3. 1 2 3  Neodon sikimensis in der Roten Liste gefährdeter Arten der IUCN 2016.2. Eingestellt von: S. Molur, 2008. Abgerufen am 6. November 2016.